# Rob Reiner
Robert Norman Reiner (Bronx, 1947. március 6. –) kétszeres Primetime Emmy-díjas amerikai színész, filmrendező, forgatókönyvíró, filmproducer és humorista.
Színészként Michael Stivic szerepében vált ismertté az All in the Family (1971–1979) című szituációs komédiában, alakítását két Primetime Emmy-díjjal és négy Golden Globe-jelöléssel honorálták. Feltűnt még többek között a Dobjuk ki anyut a vonatból! (1987), A szerelem hullámhosszán (1993), a Lövések a Broadwayn (1994), az Elvált nők klubja (1996), A nemzet színe-java (1998), az Ed TV (1999) és A Wall Street farkasa (2013) című filmekben.
Rendezőként négy alkalommal jelölték Golden Globe-díjra. Rendezései közé tartozik A turné (1984) című áldokumentumfilm, az Állj mellém! (1986) című filmdráma, A herceg menyasszonya (1987) című fantasy-kalandfilm, a Harry és Sally (1989) című romantikus vígjáték, valamint az Oscar-díjra jelölt Egy becsületbeli ügy (1992) című tárgyalótermi dráma. Az 1990-es évek elejétől egyebek mellett rendezőként jegyzi még a Tortúra (1990), a Szerelem a Fehér Házban (1993), A bakancslista (2007) és az LBJ (2016) című műveket.

## Ifjúkora és családja
Bronxi zsidó családban született 1947. március 6-án. Édesanyja Estelle Reiner (leánykori nevén Lebost, 1914–2008) színésznő, édesapja Carl Reiner (1922–2020) humorista, színész, rendező, forgatókönyvíró és producer.
Felsőfokú tanulmányaira az UCLA Film School tanintézményben került sor.

## Színészi és rendezői pályafutása

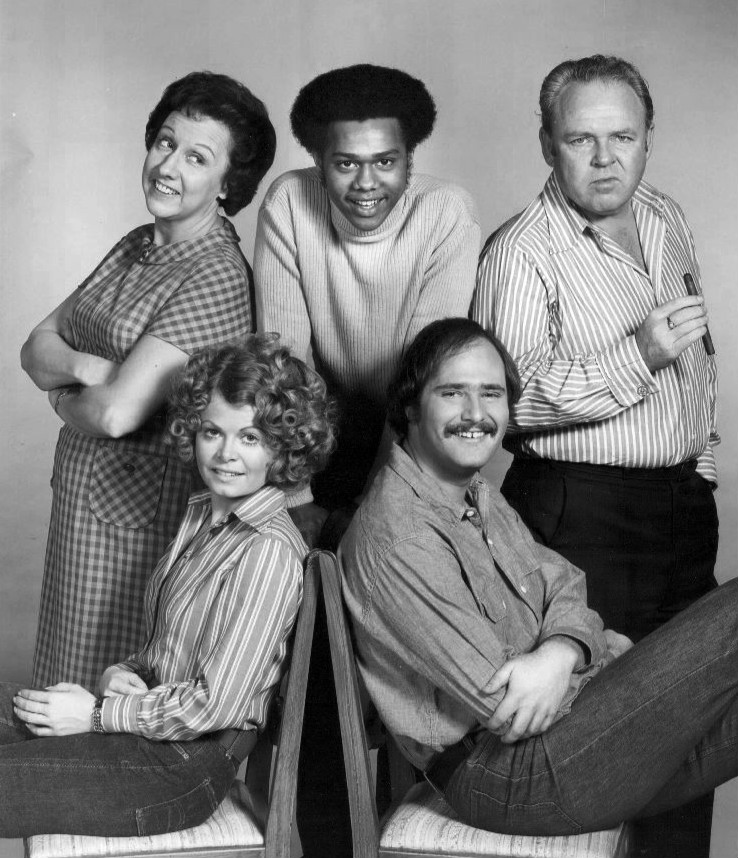
Az All in the Family szereplői 1973-ban (a kép jobb alsó sarkában Reiner).

Az 1960-as évek második felében epizódszerepeket vállalt olyan sorozatokban, mint a Batman, a The Andy Griffith Show vagy a Gomer Pyle, U.S.M.C.. A The Smothers Brothers Comedy Hour című varietéműsornak kezdett forgatókönyveket írni, többek között Steve Martin munkatársaként.
1971-től az évtized végéig az amerikai nézettségi rekordokat felállító All in the Family című szituációs komédia állandó szereplője lett. Michael "Meathead" Stivic megformálásával öt alkalommal jelölték Primetime Emmy-díjra legjobb férfi mellékszereplő (vígjátéksorozat) kategóriában – ebből két díjat meg is nyert. Öt egymást követő évben Golden Globe-jelöléseket is szerzett, mint legjobb férfi mellékszereplő (televíziós sorozat, televíziós minisorozat vagy tévéfilm).
Bár Reiner az 1980-as évek elejétől leginkább rendezőként volt aktív, több filmben is szereplést vállalt. Játszott a Dobjuk ki anyut a vonatból! (1987), A szerelem hullámhosszán (1993), a Lövések a Broadwayn (1994), az Elvált nők klubja (1996), A nemzet színe-java (1998), az Ed TV (1999) és A Wall Street farkasa (2013) című filmekben. 2012 és 2018 között az Új csaj című szituációs komédia több epizódjában láthatták a nézők.

### Rendezései az 1980-as években
Az 1980-as évektől Reiner a filmrendezés felé fordult. Első munkája A turné (1984) című áldokumentumfilm volt, mely a Spinal Tap elnevezésű fiktív rockbandáról szól, kifigurázva a rockzenészek életét. Következő filmje, a Tuti dolog című, 1985-ben bemutatott romantikus kalandfilm-vígjáték szintén kedvező kritikákat kapott. Reiner 1986-os Állj mellém! című filmje egy felnövéstörténet, Stephen King A test című novelláját dolgozza fel. Kultuszfilm lett és maga King is úgy nyilatkozott, hogy első alkalommal adaptálták egy művét sikeresen filmvászonra. A film a kritikusok tetszését is elnyerte, Oscarra jelölték legjobb adaptált forgatókönyv kategóriában és két Golden Globe-jelölést is szerzett – egyiket maga Reiner, mint legjobb filmrendező.
1987-es A herceg menyasszonya című fantasy-kalandfilmje ismét pozitív visszajelzéseket tudhatott magáénak, ahogyan az évtized során rendezett utolsó munkája, a Harry és Sally (1989) is. A Billy Crystal és Meg Ryan főszereplésével készült romantikus vígjáték Reiner Castle Rock Entertainment elnevezésű, 1987-ben alapított filmprodukciós vállalatán keresztül született meg és a műfaj legjobbjai közt tartják számon. A pozitív kritikák mellett egy Oscar-, öt Golden Globe- és két BAFTA-jelölést kapott, utóbbiból a legjobb eredeti forgatókönyv díját el is nyerte.

### 1990 utáni filmjei

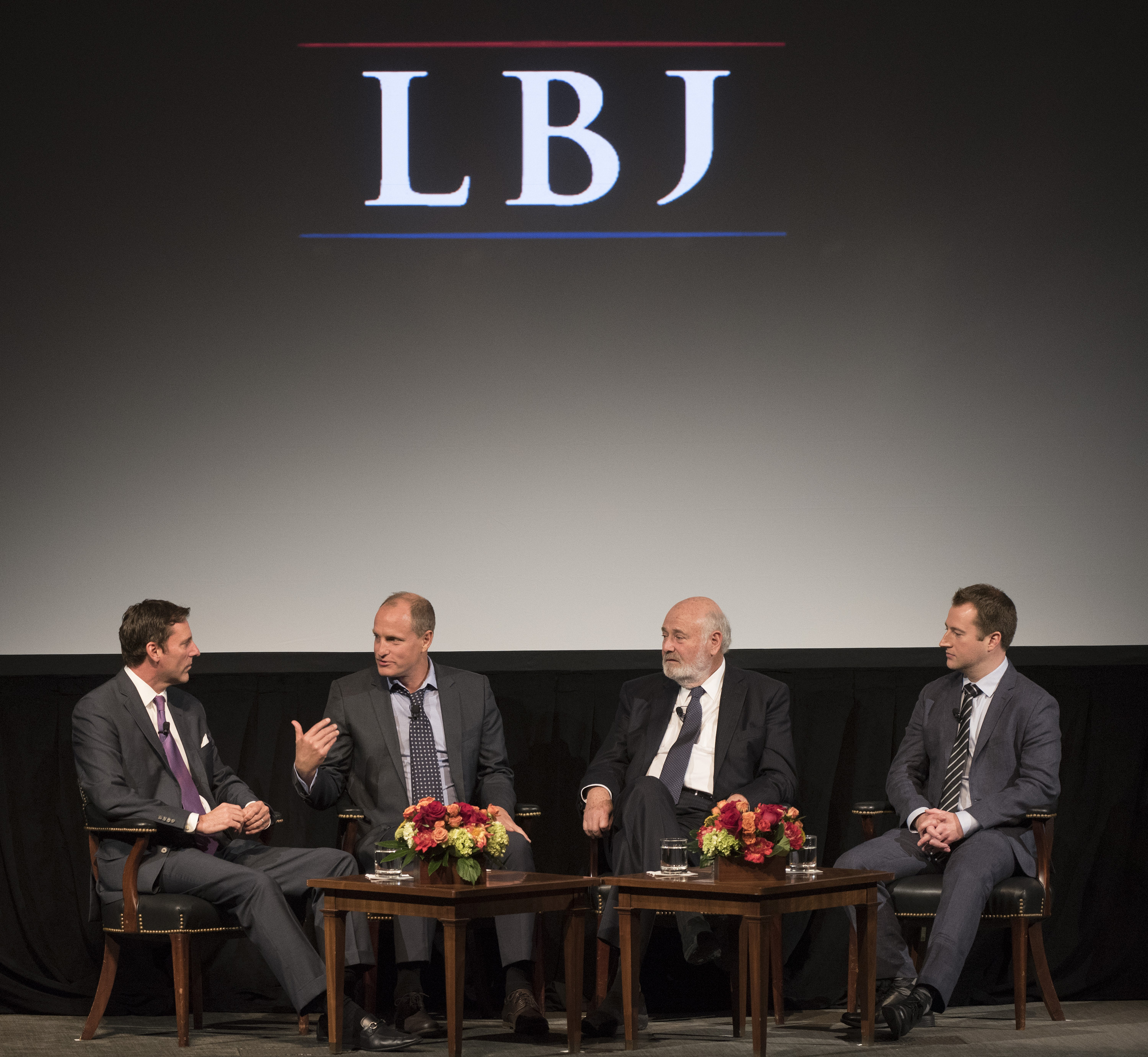
Az LBJ (2016) című film bemutatója utáni megbeszélésen.

1990-ben egy újabb King-művet adaptált: az 1987-ben publikált Tortúrából készült azonos című thrillerről a regényíró ismét elismerően nyilatkozott, a főszereplő Kathy Bates pedig alakításával a legjobb női főszereplőnek járó Oscar- és Golden Globe-díjakat is hazavihette. 1992-ben került mozikba Reiner egyik legsikeresebb rendezése, az Egy becsületbeli ügy című tárgyalótermi dráma, melyet négy Oscarra és öt Golden Globe-ra jelöltek. Következő filmje, a Világgá mentem (1994) azonban csúfos bukásnak bizonyult. Minden idők egyik legrosszabb filmjeként tartják számon és bevételi szempontból is kudarcot vallott. Hat kategóriában jelölték Arany Málna díjra és a legrosszabb rendező díjra Reiner is esélyes volt. Következő két filmje – Szerelem a Fehér Házban (1995), Kísért a múlt (1996) – már lényegesen jobb kritikákat szerzett, utóbbival ismét esélyes lett a legjobb filmrendezőnek járó Golden Globe megnyerésére. 1999-ben újabb romantikus filmet rendezett, Velem vagy nélküled címmel, de a Bruce Willis és Michelle Pfeiffer főszereplésével készült alkotás nem aratott sikert a kritikusok körében.
A 2000-es évek során összesen három filmet rendezett. Az Alex és Emma – Regény az életünk (2003) és az Azt beszélik (2005) című romantikus filmjei gyenge kritikákat kaptak és anyagilag sem voltak jövedelmezők. A Jack Nicholson és Morgan Freeman nevével fémjelzett 2007-es A bakancslista című vígjáték-dráma viszont – bár kritikái megosztóak voltak – első helyezést ért el a jegypénztáraknál és többszörösen visszahozta a film költségeit.
A 2010-es évek első felében bemutatott Változó szerelem (2010), a Monte Wildhorn csodálatos nyara (2012) és Szerelem a végzetem (2014) című rendezései újabb anyagi és kritikai kudarcnak bizonyultak Reiner számára. A 2015-ös Torontói Nemzetközi Filmfesztiválon debütáló Being Charlie sem nyűgözte le a kritikusokat. A Lyndon B. Johnson amerikai elnök életét Woody Harrelsonnal a címszerepben feldolgozó, LBJ (2016) című drámáját már kedvezőbben fogadták. Átlagosnál gyengébb értékeléseket hozott legújabb, 2017-es Háborúra készülve című drámája is.

## Magánélete
1971-ben ismerte meg és vette feleségül Penny Marshall színész-rendezőnőt. Házasságuk 1981-ig tartott, közös gyermekeik nem születtek. Reiner örökbe fogadta Marshall korábbi, Michael Henryvel kötött házasságából született lányát, Tracy Reinert.
Második feleségével, Michele Singer fotóssal az 1989-ben bemutatott Harry és Sally forgatásán találkozott. Singer hatására Reiner megváltoztatta a film végkifejletét (a címszereplők eredetileg nem találtak volna egymásra). A házaspárnak három gyermeke született: Jake, Nick és Romy Reiner.

## Filmográfia

### Film

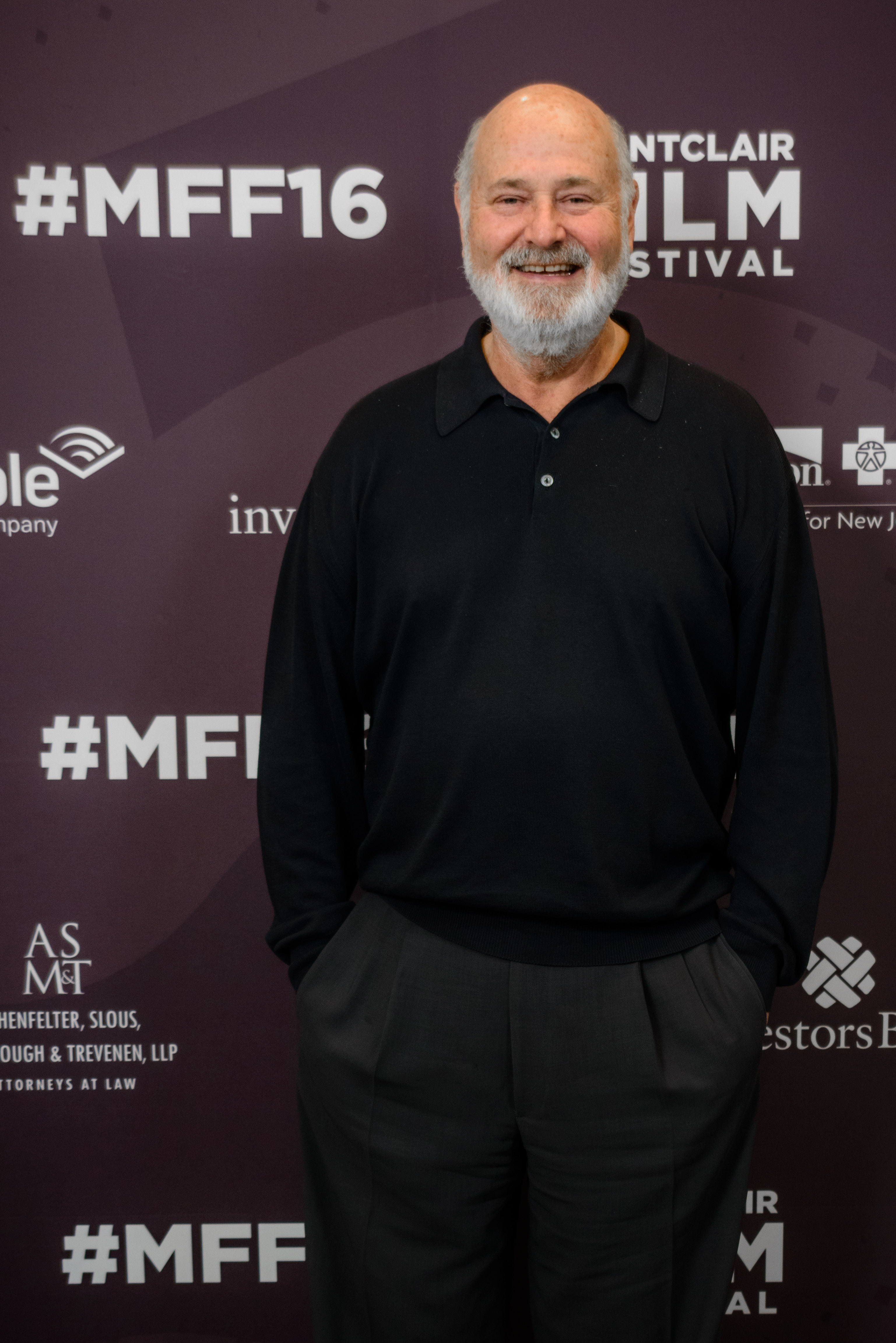
A 2016-os Montclair Film Festivalon.

#### Rendező, író és producer
| Év   | Magyar cím                                                | Eredeti cím                      | Feladatkör | Feladatkör | Feladatkör |
| Év   | Magyar cím                                                | Eredeti cím                      | Rendező    | Producer   | Író        |
| ---- | --------------------------------------------------------- | -------------------------------- | ---------- | ---------- | ---------- |
| 1984 | A turné                                                   | This Is Spinal Tap               | Igen       | Nem        | Igen       |
| 1985 | Tuti dolog                                                | The Sure Thing                   | Igen       | Nem        | Nem        |
| 1986 | Állj mellém!                                              | Stand by Me                      | Igen       | Nem        | Nem        |
| 1987 | A herceg menyasszonya                                     | The Princess Bride               | Igen       | Igen       | Nem        |
| 1989 | Harry és Sally                                            | When Harry Met Sally...          | Igen       | Igen       | Nem        |
| 1990 | Tortúra                                                   | Misery                           | Igen       | Igen       | Nem        |
| 1992 | Egy becsületbeli ügy                                      | A Few Good Men                   | Igen       | Igen       | Nem        |
| 1994 | Világgá mentem                                            | North                            | Igen       | Igen       | Nem        |
| 1995 | Szerelem a Fehér Házban                                   | The American President           | Igen       | Igen       | Nem        |
| 1996 | Kísért a múlt                                             | Ghosts of Mississippi            | Igen       | Igen       | Nem        |
| 1999 | Velem vagy nélküled                                       | The Story of Us                  | Igen       | Igen       | Nem        |
| 2003 | Alex és Emma – Regény az életünk                          | Alex & Emma                      | Igen       | Igen       | Nem        |
| 2005 | Azt beszélik                                              | Rumor Has It                     | Igen       | Nem        | Nem        |
| 2007 | A bakancslista                                            | The Bucket List                  | Igen       | Igen       | Nem        |
| 2010 | Változó szerelem                                          | Flipped                          | Igen       | Igen       | Igen       |
| 2012 | Monte Wildhorn csodálatos nyara                           | The Magic of Belle Isle          | Igen       | Igen       | Nem        |
| 2014 | Szerelem a végzetem                                       | And So It Goes                   | Igen       | Igen       | Nem        |
| 2015 |                                                           | Being Charlie                    | Igen       | Igen       | Nem        |
| 2016 | LBJ                                                       | LBJ                              | Igen       | Igen       | Nem        |
| 2017 | Háborúra készülve                                         | Shock and Awe                    | Igen       | Igen       | Nem        |
| 2023 | Albert Brooks: Tranzitom a mindenhatóhoz (dokumentumfilm) | Albert Brooks: Defending My Life | Igen       | Igen       | Nem        |

#### Színész
| Év   | Magyar cím                        | Eredeti cím                       | Szerep                                      | Magyar hang      |
| ---- | --------------------------------- | --------------------------------- | ------------------------------------------- | ---------------- |
| 1967 |                                   | Enter Laughing                    | Clark Baxter                                |                  |
| 1969 | A düh folyosói                    | Halls of Anger                    | Leaky Couloris                              |                  |
| 1970 |                                   | Where's Poppa?                    | Roger                                       |                  |
| 1971 | Lepergetett élet                  | Summertree                        | Don                                         |                  |
| 1977 |                                   | Fire Sale                         | Russel Fikus                                |                  |
| 1979 | A pacák                           | The Jerk                          | kamionsofőr (stáblistán nem szerepel)       |                  |
| 1984 | A turné                           | This Is Spinal Tap                | Marty DiBergi                               |                  |
| 1987 | Dobjuk ki anyut a vonatból!       | Throw Momma from the Train        | Joel                                        | Papp János       |
| 1987 | Dobjuk ki anyut a vonatból!       | Throw Momma from the Train        | Joel                                        | Maros Gábor      |
| 1987 | Dobjuk ki anyut a vonatból!       | Throw Momma from the Train        | Joel                                        | Berzsenyi Zoltán |
| 1990 | Képeslapok a szakadékból          | Postcards from the Edge           | Joe Pierce                                  | Melis Gábor      |
| 1990 | Tortúra                           | Misery                            | Helikopter pilóta (stáblistán nem szerepel) |                  |
| 1993 | A szerelem hullámhosszán          | Sleepless in Seattle              | Jay Mathews                                 | Melis Gábor      |
| 1994 | Lövések a Broadwayn               | Bullets over Broadway             | Sheldon Flender                             | Huszár László    |
| 1994 | Segítség, karácsony!              | Mixed Nuts                        | Dr. Klinsky                                 | Barbinek Péter   |
| 1995 | Holtomiglan, holtodiglan          | For Better or Worse               | Dr. Plosner                                 | Kránitz Lajos    |
| 1995 | Viszlát család, viszlát szerelem! | Bye Bye Love                      | Dr. David Townsend                          | Papp János       |
| 1996 | Elvált nők klubja                 | The First Wives Club              | Dr. Morris Packman                          | Horesnyi László  |
| 1998 | A nemzet színe-java               | Primary Colors                    | Izzy Rosenblatt                             | Kajtár Róbert    |
| 1999 | Ed TV                             | EDtv                              | Mr. Whitaker                                | Kristóf Tibor    |
| 1999 | Ed TV                             | EDtv                              | Mr. Whitaker                                | Papp János       |
| 1999 | A múzsa csókja                    | The Muse                          | önmaga                                      | Versényi László  |
| 1999 | Velem vagy nélküled               | The Story of Us                   | Stan                                        | Bácskai János    |
| 2001 | Mi lenne, ha?                     | The Majestic                      | stúdió vezetőségi tag (hangja)              | Versényi László  |
| 2003 | Alex és Emma – Regény az életünk  | Alex & Emma                       | Wirschafter                                 | Láng József      |
| 2003 | Kis nagy színész                  | Dickie Roberts: Former Child Star | önmaga                                      | Faragó András    |
| 2006 | Kis nagy hős                      | Everyone's Hero                   | Screwie (hangja)                            | Márton András    |
| 2013 | A Wall Street farkasa             | The Wolf of Wall Street           | Max Belfort                                 |                  |
| 2014 | Szerelem a végzetem               | And So It Goes                    | Artie                                       | Bácskai János    |
| 2017 |                                   | Sandy Wexler                      | Marty Markowitz                             |                  |
| 2017 | Háborúra készülve                 | Shock and Awe                     | John Walcott                                | Máté Gábor       |

### Televízió

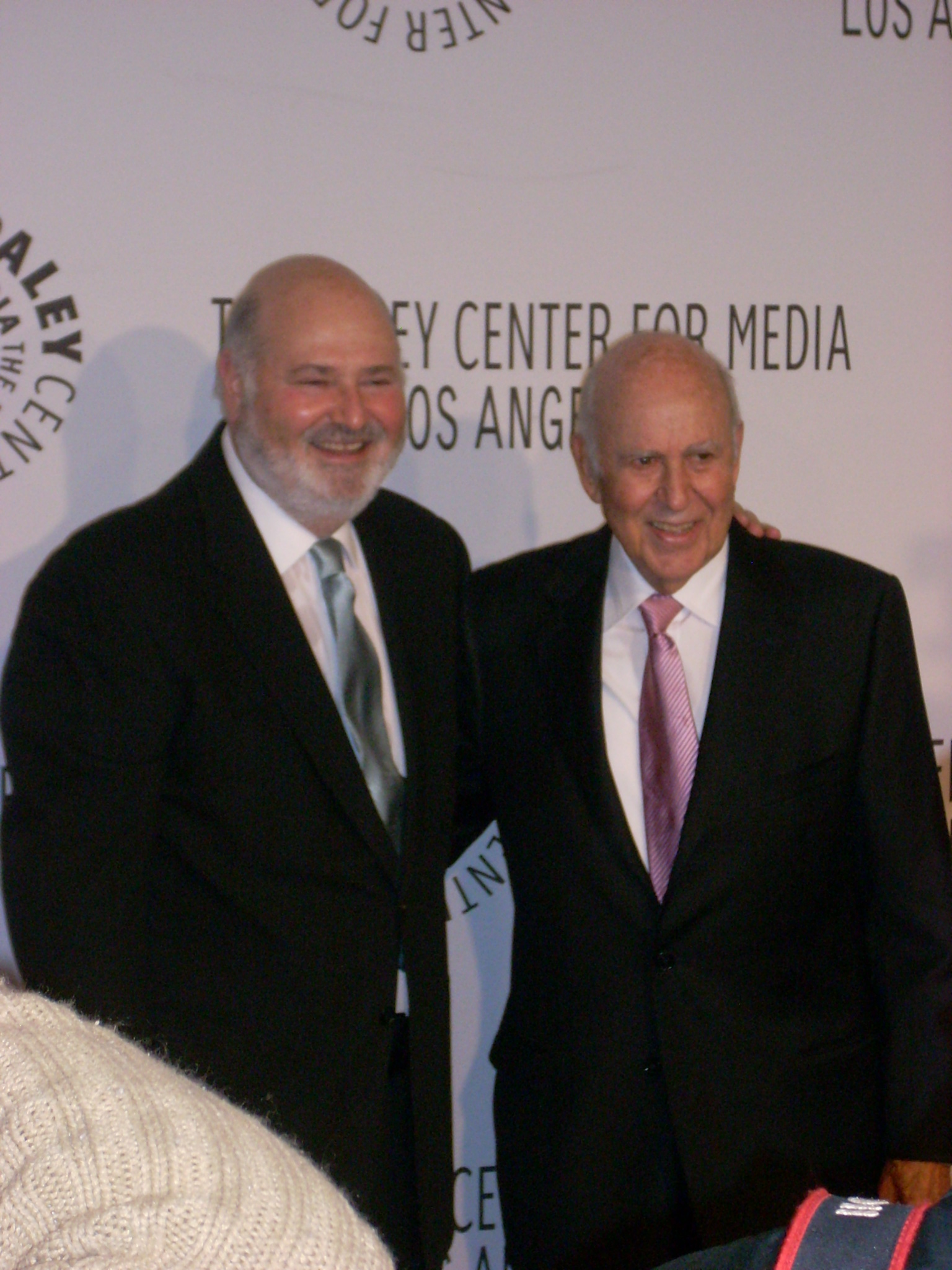
Édesapjával, Carl Reinerrel 2008-ban

#### Rendező és író
| Év        | Eredeti cím                       | Feladatkör | Feladatkör | Megjegyzések                       |
| Év        | Eredeti cím                       | Rendező    | Író        | Megjegyzések                       |
| --------- | --------------------------------- | ---------- | ---------- | ---------------------------------- |
| 1967–1968 | The Smothers Brothers Comedy Hour | Nem        | Igen       | 21 epizód                          |
| 1971–1972 | All in the Family                 | Nem        | Igen       | 4 epizód                           |
| 1972      | The Super                         | Nem        | Igen       | - 12 epizód - sorozat társalkotója |
| 1974      | Happy Days                        | Nem        | Igen       | 1 epizód                           |
| 1978      | More Than Friends                 | Nem        | Igen       | tévéfilm                           |
| 1981      | Likely Stories: Vol. 1            | Igen       | Igen       | tévéfilm                           |
| 1982      | Million Dollar Infield            | Nem        | Igen       | tévéfilm                           |

#### Színész
| Év        | Magyar cím                  | Eredeti cím                              | Szerep                      | Megjegyzések                      |
| --------- | --------------------------- | ---------------------------------------- | --------------------------- | --------------------------------- |
| 1966–1967 |                             | That Girl                                | Chuck / fodrász / Carl      | 3 epizód                          |
| 1967      | Batman                      | Batman                                   | kifutófiú                   | 1 epizód                          |
| 1967      |                             | The Andy Griffith Show                   | Joe, a nyomdász inasa       | 1 epizód                          |
| 1967      |                             | The Mothers-In-Law                       | Joe Turner                  | 1 epizód                          |
| 1967–1969 |                             | Gomer Pyle, U.S.M.C.                     | több szerep                 | 3 epizód                          |
| 1969      |                             | The Beverly Hillbillies                  | Mitch                       | 2 epizód                          |
| 1970      |                             | Room 222                                 | Tony                        | 1 epizód                          |
| 1971      |                             | The Partridge Family                     | Snake                       | 1 epizód                          |
| 1971–1978 |                             | All in the Family                        | Michael "Meathead" Stivic   | - állandó szereplő - (182 epizód) |
| 1974      |                             | The Odd Couple                           | Sheldn                      | 1 epizód                          |
| 1975      | Saturday Night Live         | Saturday Night Live                      | házigazda / egyéb szereplők | 1 epizód                          |
| 1976      | Rockford nyomoz             | The Rockford Files                       | Larry 'King' Sturtevant     | 1 epizód                          |
| 1978      |                             | Free Country                             | Joseph Bresner              | 5 epizód                          |
| 1978      |                             | More Than Friends                        | Alan Corkus                 | tévéfilm                          |
| 1979      |                             | Archie Bunker's Place                    | Michael Stivic              | 2 epizód                          |
| 1982      |                             | Million Dollar Infield                   | Monte Miller                | tévéfilm                          |
| 1987–1990 |                             | It's Garry Shandling's Show              | önmaga                      | 4 epizód                          |
| 1991      |                             | Morton & Hayes                           | narrátor                    | 6 epizód                          |
| 1994      |                             | The Larry Sanders Show                   | önmaga (cameo)              | 1 epizód                          |
| 2001      | Félig üres                  | Curb Your Enthusiasm                     | önmaga                      | 1 epizód                          |
| 2006      | A színfalak mögött          | Studio 60 On The Sunset Strip            | önmaga                      | 2 epizód                          |
| 2006      | A Simpson család            | The Simpsons                             | önmaga (hangja)             | 1 epizód                          |
| 2009      | Hannah Montana              | Hannah Montana                           | önmaga (cameo)              | egy epizód                        |
| 2009      | Varázslók a Waverly helyből | Wizards of Waverly Place                 | önmaga (cameo)              | 1 epizód                          |
| 2010      | A stúdió                    | 30 Rock                                  | önmaga (cameo)              | 1 epizód                          |
| 2010–2017 |                             | Real Time with Bill Maher                | vendég                      | 7 epizód                          |
| 2012–2018 | Új csaj                     | New Girl                                 | Bob Day                     | 10 epizód                         |
| 2013      |                             | Mel Brooks: Make a Noise                 | önmaga                      | dokumentumfilm                    |
| 2014      |                             | The Case Against 8                       | önmaga                      | HBO dokumentumfilm                |
| 2015      |                             | Happyish                                 | önmaga                      | 2 epizód                          |
| 2015      |                             | The Comedians                            | önmaga                      | 1 epizód                          |
| 2016      |                             | Norman Lear: Just Another Version of You | önmaga                      | dokumentumfilm                    |
| 2017      |                             | When We Rise                             | Dr. David Blankenhorn       | 2 epizód                          |
| 2017      |                             | The History of Comedy                    | önmaga                      | CNN dokumentumfilm                |
| 2018      | Diane védelmében            | The Good Fight                           | Josh Brickner bíró          | 1 epizód                          |
| 2018      |                             | André the Giant                          | önmaga                      | HBO dokumentumfilm                |
| 2019      |                             | The Big Interview                        | önmaga                      | 1 epizód                          |
| 2020      |                             | Hollywood                                | Ace Amberg                  | 4 epizód                          |
| 2020      |                             | Home Movie: The Princess Bride           | nagypapa                    |                                   |

## Díjak és jelölések

### Film
| Év   | Díj                                       | Kategória                | Jelölt mű               | Eredmény | Ref.   |
| ---- | ----------------------------------------- | ------------------------ | ----------------------- | -------- | ------ |
| 1986 | Independent Spirit-díj                    | Legjobb rendező          | Állj mellém!            | Jelölve  |        |
| 1986 | Golden Globe-díj                          | Legjobb filmrendező      | Állj mellém!            | Jelölve  | [ 6 ]  |
| 1986 | Directors Guild of America                | Legjobb rendezés         | Állj mellém!            | Jelölve  |        |
| 1987 | Torontói Nemzetközi Filmfesztivál         | People's Choice Awards   | A herceg menyasszonya   | Elnyerte |        |
| 1988 | Hugo-díj                                  | Legjobb forgatókönyv     | A herceg menyasszonya   | Elnyerte |        |
| 1989 | Golden Globe-díj                          | Legjobb rendező          | Harry és Sally          | Jelölve  | [ 6 ]  |
| 1989 | BAFTA-díj                                 | Legjobb film             | Harry és Sally          | Jelölve  | [ 17 ] |
| 1989 | Directors Guild of America                | Legjobb rendezés         | Harry és Sally          | Jelölve  |        |
| 1990 | David di Donatello-díj                    | Legjobb külföldi rendező | Harry és Sally          | Jelölve  |        |
| 1992 | Oscar-díj                                 | Legjobb film             | Egy becsületbeli ügy    | Jelölve  |        |
| 1992 | Golden Globe-díj                          | Legjobb filmrendező      | Egy becsületbeli ügy    | Jelölve  | [ 6 ]  |
| 1992 | Directors Guild of America                | Legjobb rendezés         | Egy becsületbeli ügy    | Jelölve  |        |
| 1992 | Producers Guild of America                | Legjobb filmproducer     | Egy becsületbeli ügy    | Jelölve  |        |
| 1995 | Arany Málna díj                           | Legrosszabb film         | Világgá mentem          | Jelölve  |        |
| 1995 | Arany Málna díj                           | Legrosszabb rendező      | Világgá mentem          | Jelölve  |        |
| 1995 | Golden Globe-díj                          | Legjobb filmrendező      | Szerelem a Fehér Házban | Jelölve  | [ 6 ]  |
| 1996 | National Board of Review                  | Legjobb szereplőgárda    | Elvált nők klubja       | Elnyerte |        |
| 2001 | Santa Barbara International Film Festival | Életműdíj                | N/A                     | Elnyerte |        |
| 2010 | American Cinema Editors                   | Golden Eddie             | N/A                     | Elnyerte |        |
| 2014 | Seattle Film Critics Society              | Legjobb szereplőgárda    | A Wall Street farkasa   | Jelölve  |        |

### Televízió
| Díj                | Kategória                                                                                   | Év   | Jelölt mű         | Eredmény | Ref.  |
| ------------------ | ------------------------------------------------------------------------------------------- | ---- | ----------------- | -------- | ----- |
| Primetime Emmy-díj | - Legjobb férfi mellékszereplő - (vígjátéksorozat)                                          | 1972 | All in the Family | Jelölve  | [ 5 ] |
| Primetime Emmy-díj | - Legjobb férfi mellékszereplő - (vígjátéksorozat)                                          | 1973 | All in the Family | Jelölve  | [ 5 ] |
| Primetime Emmy-díj | - Legjobb férfi mellékszereplő - (vígjátéksorozat)                                          | 1974 | All in the Family | Elnyerte | [ 5 ] |
| Primetime Emmy-díj | - Legjobb férfi mellékszereplő - (vígjátéksorozat)                                          | 1975 | All in the Family | Jelölve  | [ 5 ] |
| Primetime Emmy-díj | - Legjobb férfi mellékszereplő - (vígjátéksorozat)                                          | 1978 | All in the Family | Elnyerte | [ 5 ] |
| Golden Globe-díj   | - Legjobb férfi mellékszereplő - (televíziós sorozat, televíziós minisorozat vagy tévéfilm) | 1972 | All in the Family | Jelölve  | [ 6 ] |
| Golden Globe-díj   | - Legjobb férfi mellékszereplő - (televíziós sorozat, televíziós minisorozat vagy tévéfilm) | 1973 | All in the Family | Jelölve  | [ 6 ] |
| Golden Globe-díj   | - Legjobb férfi mellékszereplő - (televíziós sorozat, televíziós minisorozat vagy tévéfilm) | 1974 | All in the Family | Jelölve  | [ 6 ] |
| Golden Globe-díj   | - Legjobb férfi mellékszereplő - (televíziós sorozat, televíziós minisorozat vagy tévéfilm) | 1975 | All in the Family | Jelölve  | [ 6 ] |
| Golden Globe-díj   | - Legjobb férfi mellékszereplő - (televíziós sorozat, televíziós minisorozat vagy tévéfilm) | 1976 | All in the Family | Jelölve  | [ 6 ] |

## Fordítás
- Ez a szócikk részben vagy egészben  a   Rob Reiner című angol Wikipédia-szócikk fordításán alapul.  Az eredeti cikk szerkesztőit annak laptörténete sorolja fel. Ez a jelzés csupán a megfogalmazás eredetét és a szerzői jogokat jelzi, nem szolgál a cikkben szereplő információk forrásmegjelöléseként.